# 天空 (平原綾香)
天空 (そら)是平原綾香個人第五張專輯，於2007年1月31日在日本上市。台灣方面由環球音樂代理在2007年3月2日上市。

## 解説
「天空」收錄的歌曲是由日本、韓國、加拿大、美國、義大利、瑞典共計六國的作曲家譜曲而成。亞洲版特別收錄冠軍單曲「Jupiter」。
「初回限定盤」多收錄了「Come on a my house」的現場版

## 收錄曲
1. Voyagers
作詞:平原綾香 / 作曲:内池秀和 / 編曲:澤田完
NHK「達爾文來了! ～生きも的新傳說～」主題曲
2. Wall
作詞:松井五郎 / 作曲:HITVISION＆小松清人 / 編曲:HITVISION
3. 感謝
作詞:もりちよこ / 作曲:ユ・ヘジュン / 編曲:西脇辰彌
4. Everyday
作詞:平原綾香 / 作・編曲:A.Sturmer
5. 幸福 (しあわせ)
作詞:松井五郎 / 作曲:A.Gagnon / 編曲:島健
6. 夢暦
作詞・作曲:川江美奈子 / 編曲:竹下欣伸
7. Gradation
作詞:松井五郎 / 作・編曲:A.Sturmer
8. CHRISTMAS LIST
作詞・作曲:D.Foster]・L.Thompson / 譯詞:吉元由美 / 編曲:YANAGIMAN / 弦編曲:島健
9. Siciliana (シチリアーナ)
作詞:平原綾香 / 作曲:O.Respighi / 編曲:澤田完
與「Jupiter」一樣是以古典為靈感的曲子
10. 天空
作詞:松井五郎 / 作・編曲:キヨシ小林
11. Come on a my house (LIVE)
作詞・作曲:Adam/Ross/Carol Bagdasarian・W.Saroyan
僅限初回限定盤收錄
12. 天空 (LIVE)
僅限初回限定盤收錄，是接續在前首Come on a my house (LIVE)後的隱藏曲
13. Jupiter (Bonus Track)
台灣上市之亞洲版特別收錄